# Caenolestes caniventer
A cuíca-mussaranho-de-ventre-cinza (vernáculo artificial derivado das línguas espanhola e inglesa) (Caenolestes caniventer) é uma espécie de marsupial da família Caenolestidae. Pode ser encontrado no noroeste do Peru e região centro-sul do Equador.